# Бистриця-Надвірнянська
Би́стриця-Надвірня́нська (інша назва — Би́стриця Чо́рна) — річка в Україні, в межах Надвірнянського і Івано-Франківського району Івано-Франківської області. Разом з Бистрицею-Солотвинською утворює Бистрицю — одну з приток Дністра (басейн Дністра).

## Опис
Довжина річки 94 км, площа водозбірного басейну 1580 км², густота річкової мережі 1,2 км². Похил річки від 10 до 4 м/км. Найвищим за розташуванням є населений пункт Бистриця. Долина річки симетрична, береги високі, круті. Майже до села Пасічної долина річки розширюється і біля міста Надвірної сягає 3 км. Від Надвірної до злиття її з Бистрицею-Солотвинською (при підніжжі Вовчинецького пагорба, що біля села Вовчинця) річка протікає у широкій долині. Річище розтікається на густу мережу рукавів. Швидкість течії значна і коливається від 2 м/с (у горах) до 0,7 м/с. Річка характерна надто нестійким режимом, частими паводками. Модуль стоку коливається від 12—14 л/с (у горах) до 10 л/с.
На річці та її притоках розташовані чисельні водоспади: Кудринець, Черник, Бухтівець, Битківчик, Дзвінка тощо.

## Розташування
Бистриця-Надвірнянська бере початок на північному схилі гори Чорна Клева (масив Ґорґани), на висоті близько 1280 м. Тече переважно на північний схід і лише за кілька кілометрів від свого гирла повертає на північний захід.
Над Бистрицею-Надвірнянською розташовані міста: Надвірна та Івано-Франківськ (східні околиці), а також чимало сіл. Пляж Івано-Франківська вздовж Бистриці дуже добре облаштований. Тут є достатньо смітників, лавочок, біотуалетів та роздягалень. Це одне з найулюбленіших місць відпочинку місцевих жителів.

## Екологічна оцінка
| Показник                                       | Фактичне значення | ГДК (ОБУВ) | Перевищення нормативу, раз |
| ---------------------------------------------- | ----------------- | ---------- | -------------------------- |
| Азот загальний, мг/дм³                         | 1                 |            |                            |
| Біохімічне споживання кисню за 5 діб, мгО₂/дм³ | 1,1               | 3          | Немає                      |
| Завислі (суспендовані) речовини, мг/дм³        | 8                 | 15         | Немає                      |
| Кисень розчинений, мгО₂/дм³                    | 8,5               | 4          | Немає                      |
| Сульфат-іони, мг/дм³                           | 41                | 100        | Немає                      |
| Хлорид-іони, мг/дм³                            | 44                | 300        | Немає                      |
| Амоній-іони, мг/дм³                            | 0,63              | 0,5        | 1,26                       |
| Нітрат-іони, мг/дм³                            | 1,4               | 40         | Немає                      |
| Нітрит-іони, мг/дм³                            | 0,022             | 0,08       | Немає                      |
| Фосфат-іони (поліфосфати), мг/дм³              | 0,033             |            |                            |

## Основні притоки
- Битківчик, Бухтівець, Горохолина, Лукавець, Салатрук, Хрипелів (ліві);
- Довжинець, Зелениця, Селянка, Ворона, Підгородна (праві).